# Nomi cinesi proibiti

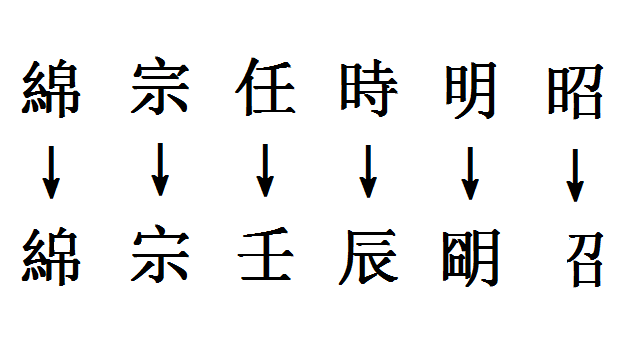
Esempi di caratteri cinesi modificati per effetto del tabù sui nomi.

Con nomi cinesi proibiti (避諱T, bìhuìP, lett. "evitare i nomi") si fa riferimento alla norma un tempo seguita dalla cultura popolare cinese nel proibire l'uso di alcuni antroponimi nello scritto e nel parlato, specialmente se appartenenti agli imperatori, agli antenati o ad altre figure di rilievo.
I nomi proibiti avevano valore di tabù, e la trasgressione (anche involontaria) di questa regola comportava punizioni molto severe, spesso la pena di morte.

## Storia

### Origini
Le origini della proibizione sono molto antiche, con riscontri già nella dinastia Zhou occidentale (I millennio a.C.). La credenza che fosse di cattivo auspicio chiamare i propri figli con i nomi degli antenati morti si estese col tempo anche alle personalità importanti, tanto che infine divenne sacrilegio pronunciare o anche solo riportare in forma scritta il nome dell'imperatore regnante (spesso anche di quelli passati).
La pratica si diffuse in tutta la Cina a partire dalla dinastia Qin, quando l'imperatore Qin Shi Huang assunse prerogative divine e rinforzò l'utilizzo del tabù; ma fu solo dalla dinastia Tang in poi (VII-X secolo d.C.) che la proibizione cominciò ad essere regolata dalla legge e punita con la morte. Sotto l'influenza cinese anche molti paesi vicini (soprattutto Giappone, Corea e Vietnam) adottarono questa pratica.

### Esempi

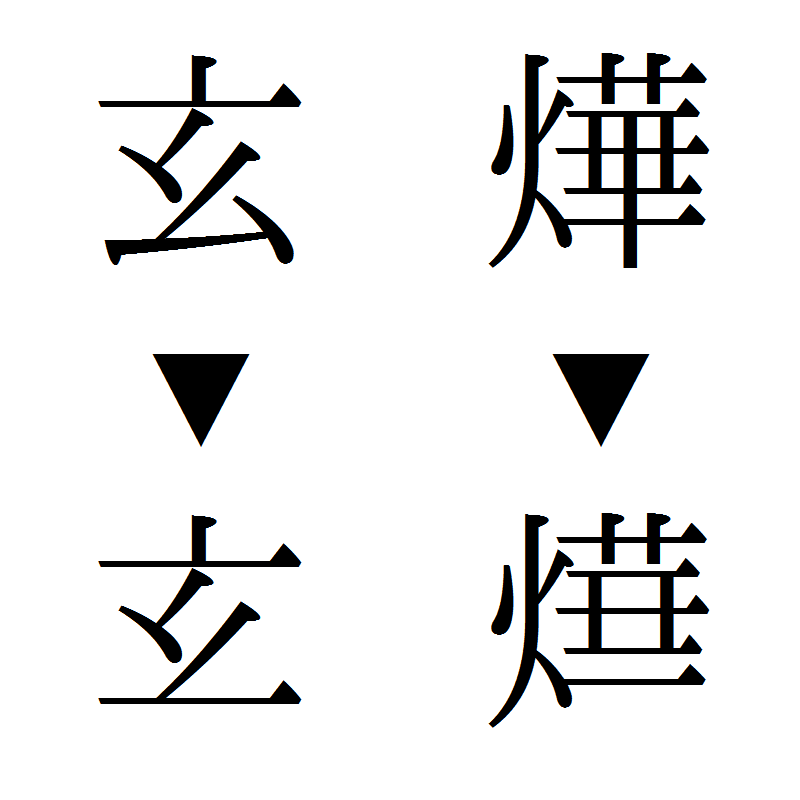
Nome completo (sopra) e censurato (sotto) dell'imperatore Kangxi; scrivere o pronunciare il vero nome dell'imperatore era considerato alto tradimento e costava la vita.

Si tramandano numerosi esempi dell'applicazione e delle conseguenze di questo divieto.
Durante la Dinastia Qin veniva evitato il nome personale di Qin Shi Huang, Zheng (政), e di conseguenza il primo mese dell'anno Zheng Yue (正月; "il mese dritto") venne rinominato Duan Yue (端月; "il mese giusto/di diritto") sfruttando l'assonanza tra Zheng e Duan. Durante il regno di Han Wudi (141 a.C.-87 a.C.), il cui vero nome era Liu Che (劉徹), il famoso oratore Kuai Che fu costretto a farsi rinominare Kuai Tong.
Durante la dinastia Tang la carpa (Li, 鯉) era ritenuta un animale sacro, e molti possessori del diffusissimo cognome Li furono costretti a modificarlo o cambiarlo; inoltre chiunque sorpreso a catturare, vendere o consumare carpe veniva punito con 60 colpi di verga.
Il tabù venne applicato con particolare severità durante la dinastia Qing. All'ascesa nel 1661 dell'imperatore Kangxi, il cui vero nome era Xuan Ye (玄燁), una delle porte della Città Proibita dovette essere rinominata da "Porta della Tartaruga Nera" (玄武門) a "Porta della Divina Potenza" (神武門) così da evitare il carattere Xuan (玄), presente nel nome dell'imperatore. Nel 1726, durante il regno del successore Yongzheng (雍正帝), il funzionario Zha Siting modificò un verso di un poema per omettere il nome dell'imperatore; tuttavia i caratteri risultanti mancavano della parte superiore, sembrando quindi "decapitati". Qualcuno insinuò che fosse una velata minaccia all'imperatore, e per questo il funzionario venne incarcerato, morendo poi per le terribili condizioni della prigionia.
Nel 1775 invece il funzionario-letterato Wang Xihou scrisse erroneamente sul suo dizionario critico Ziguan il nome di Confucio e quelli degli imperatori Kangxi, Yongzheng e Qianlong; quest'ultimo, allora regnante, quando due anni più tardi lo venne a sapere ne ordinò l'arresto e l'esecuzione, nonostante il funzionario avesse tentato di rimediare correggendo il maggior numero possibile di copie dello Ziguan.

### Situazione odierna
I divieti rimasero in vigore fino alla rivoluzione cinese e all'instaurazione della Repubblica di Cina, quando vennero definitivamente aboliti. In alcune zone della Cina vengono tuttavia ancora rispettati, soprattutto se riguardano i nomi degli antenati; per questo i cinesi moderni generalmente considerano irrispettoso chiamare i propri ascendenti per nome, motivo per cui, nonostante una certa occidentalizzazione dell'onomastica cinese, è raro trovare persone che abbiano nel nome Junior o Terzo.

## Utilizzo

### Impieghi
Oltre ai nomi degli imperatori, il tabù si estendeva spesso anche ad altre figure politiche di rilievo, come le imperatrici e gli alti funzionari, ma anche i nomi di filosofi e figure religiose come Confucio e Laozi erano spesso oggetto di proibizioni.
Tuttavia la norma veniva applicata anche in molti altri contesti: in molte famiglie ad esempio si evitava di chiamare gli anziani col loro vero nome, e in molte scuole la situazione si ripeteva in modo analogo tra alunni e insegnanti.

### Come evitare il tabù
Spesso i caratteri oggetto del tabù erano molto comuni nella lingua cinese tradizionale, e si svilupparono così varie tecniche per aggirare le proibizioni:
1. utilizzare sinonimi o altri caratteri simili;
2. omettere, durante la scrittura, il tratto finale del carattere proibito;
3. lasciare uno spazio vuoto;
4. scrivere il carattere proibito per poi incollarci sopra un pezzo di carta;
5. pronunciare il carattere proibito con un suono diverso da quello consueto.

Il tabù sperimentava tuttavia un paradosso interno: per evitare i nomi proibiti bisognava infatti sapere quali essi fossero, e quindi apprenderli in qualche modo.